# Zâmbia nos Jogos Olímpicos de Verão de 1968
A Zâmbia competiu nos Jogos Olímpicos de Verão de 1968 na Cidade do México, México. Antes,a nação competiu como Rodésia do Norte.